# 歌乐山
歌乐山是位于中国重庆市沙坪壩區的山峰，属中梁山山脉，最高峰海拔693米。山上有林园、森林公园等景点；此外，还有煤矿等矿藏。重庆特色菜歌乐山辣子鸡也与歌乐山有关。

## 地质
歌乐山主要属喀斯特地貌，石灰岩地质活跃。

## 政治遗迹
- 抗日战争时期的中美特种技术合作所旧址
- 第二次国共内战时期的白公馆及渣滓洞旧址
- 中华人民共和国政府修建的重庆歌乐山烈士陵园